# Kees Hiele
Cornelis Johannes "Kees" Hiele, ook wel geschreven als Cees, (Utrecht, 11 juni 1930 – aldaar, 17 mei 2014) was een Nederlands honkballer, landelijk coördinator van het marktwezen, grondlegger, organisator en facilitator van sport (faciliteiten) in het algemeen en nestor van het Utrechts honkbal en basketbal. Lid in de Orde van Oranje-Nassau, Sportvrijwilliger van het jaar 2000 in Utrecht, Europees kampioen honkbal 1962.

## Leven, Sport en Werk
Kees Hiele groeit op, als oudste zoon, in een gezin van drie broers in de Utrechtse wijk Ondiep. Hiele heeft twee dochters en twee zoons.
Al vroeg begon Hiele met sport: waterpolo, voetbal en honkbal. Hiele kwam uit voor UVV in Utrecht. In 1962 promoveerde hij met het eerste team naar de hoofdklasse. Hij haalt voor iedere wedstrijd spelers op bij de Amerikaanse luchtmachtbasis in Soesterberg, "de Yanks hebben ons groot gemaakt". In 1962 werd hij ook opgenomen in de selectie van het Nederlands team en maakte hij deel uit van het Nederlands honkbalteam tijdens de Europese Kampioenschappen van dat jaar waarbij Nederland de titel won.
Hiele doorloopt succesvol het HBS-B en studeert Geologie in Leiden. Na zijn studie gaat hij aan de slag bij de Geologische Dienst maar honkbal is nooit ver weg. Voor tijdens en na het werk is hij altijd bezig met honkbal. In een tijd dat er nog geen geld was voor sport, was Hiele de initiatiefnemer om eigenhandig het eerst UVV honkbal veld aan te leggen. Hiele was een meester in het versieren en ritselen van alle benodigde materialen. 
In 1964 stop hij met spelen in de hoofdklasse en richt zich op een nieuwe generatie honkballers door een straathonkbal competitie op te zetten in Utrecht. Als Hiele in 1967 coach van UVV jeugd wordt kwamen alle spelers uit het straathonkbal en werden ze landskampioen. Straathonkbal team de UN Hitters (gesponsord door het Utrechts Nieuwsblad waarvoor Hiele wekelijks het honkbal overzicht schreef) wordt later een reguliere club die fuseert met Domstad Dodgers.
In 1969 wordt Hiele landelijk coördinator voor het marktwezen bij het Hoofdbedrijfschap voor de Detailhandel. In heel Nederland zet hij markten op. Toen hij begon waren er 300 markten in Nederland, toen hij wegging 900. Opzetten, de boel regelen was Kees Hiele bij uitstek.  
In 1971 richt zijn jongste broer, Adriaan Hiele, met behulp van Hiele en 'zijn' marktkooplieden een basketbal club op, BC Markt. Ze trokken weer Amerikanen aan en behaalde de eredivisie. Hiele regelt onderdak voor de club. Van het kraken van leegstaande gymlokalen naar blaashallen tot de opening van Sportzaal Welgelegen in 1985 waar topsport en buurtsport werd gecombineerd. Hiele ging scholen in de Utrechtse wijken Kanaleneiland en Transwijk af om kinderen te interesseren voor sport.
Met zijn stichting Sportzaal Welgelegen beheert Hiele van 1985 tot 2007 de sporthal. Als in 1991 de Sportzaal voor de laatste keer wordt uitgebreid is Hiele al weer bezig met de volgende plannen, een multifunctioneel modern complex voor de sport en de buurt. Met een simpele potloodtekening weet hij gemeenteraadsleden, Hans Spekman en Jan van Zanen, te inspireren tot het schrijven van een sportnota. In 2007 ging de oude hal tegen de vlakte en in 2009 opent het complex Nieuw Welgelegen haar deuren voor onderwijs sport en de buurt.